# Lapurdum
Lapurdum fou una ciutat d'Aquitània. La seva situació és desconeguda, ja que només s'indica a Notitia Imperium que era a Novempopulània. És possible que fora al lloc on es Baiona, ja que aquesta ciutat, amb nom basc, no apareix fins al segle x. El territori entre l'Adur i el Bidasoa és anomenat Lapurdi (francès Labourd).